# Jos Gundersheimer
Jos Gundersheimer (erwähnt ab 1483; † 1517; auch Guntersumer, von Günersum, Meister Joss) war ein in Basel tätiger Schreiner und Bildschnitzer.

## Leben und Wirken
Jos Gundersheimer stammte von «Wylen» (Zuweisung unklar). 1483 wurde er in die Spinnwetternzunft in Basel aufgenommen und 1488 erwarb er zusätzlich das Basler Bürgerrecht. Von 1502 bis 1504 wirkte er an der Wiederherstellung des Fronaltars in der Kirche des Basler Predigerklosters mit.
Er erhielt «um Machung des Corpus Christi sammt Zubehör» die damals ungewöhnlich hohe Summe von 1000 Gulden, was auf ein hohes Ansehen hindeutet. Von ihm und seinem Sohn Dominicus Bildhower haben sich keine gesicherten Werke erhalten, doch werden ihnen mehrere Werke zugeschrieben. Jos Gundersheimer ist wohl identisch mit dem «Meister der Rheinfelder Maria». Seine Werkstatt gehörte neben denjenigen von Martin Hoffmann sowie von Martin Lebzelter zu den führenden Bildhauerateliers im Basel des frühen 16. Jahrhunderts.